# Sena (Mozambique)
Sena ou Vila de Sena est une commune de la province de Sofala au Mozambique. Située sur la rive droite du Zambèze, elle est un lieu de passage essentiel sur ce fleuve avec le pont Dona Ana. À l'origine un pont ferroviaire, il a été transformé pour le transport routier durant la guerre civile. Sena compte 4 000 habitants.

## Transports

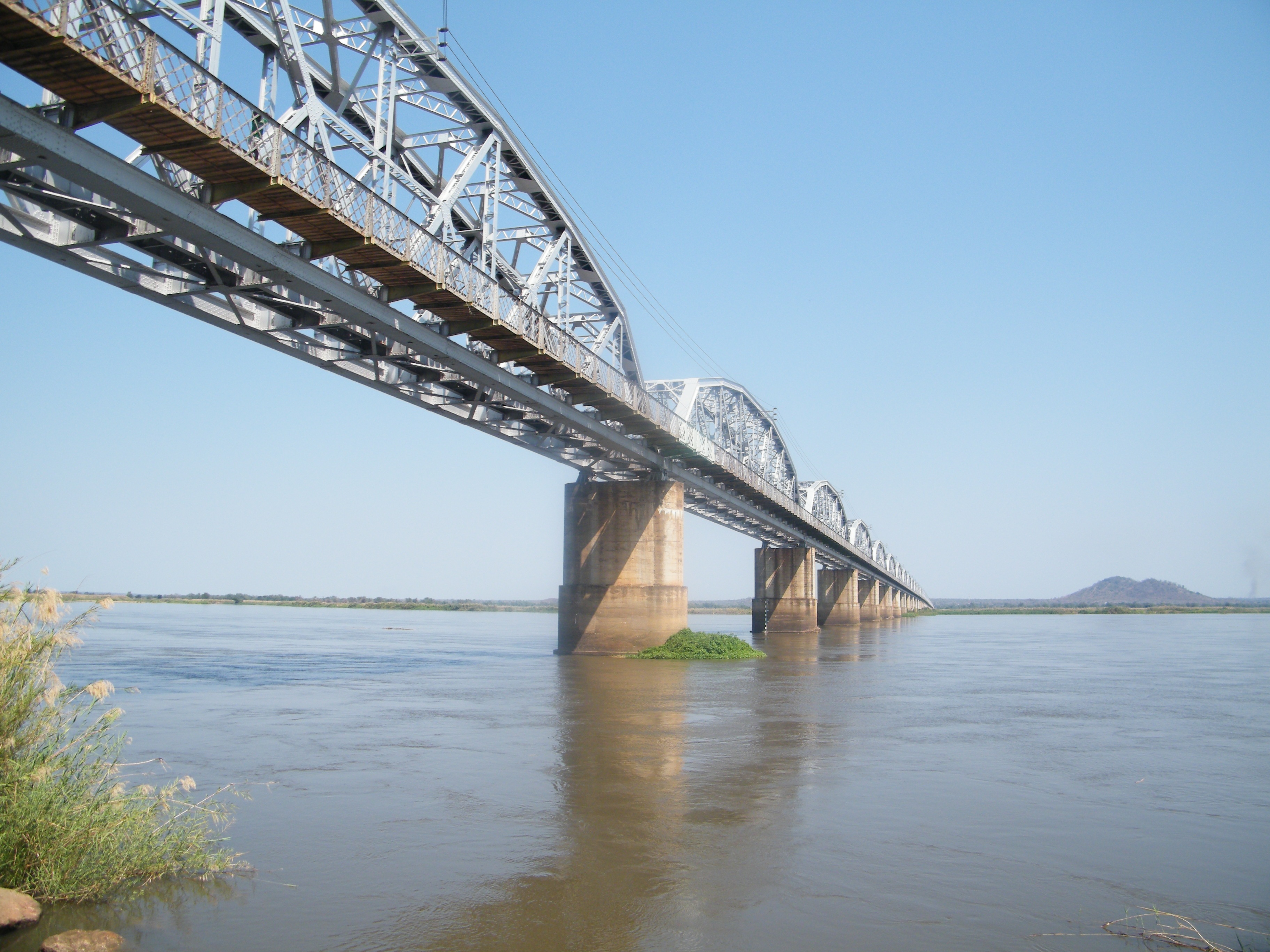
Pont Dona Ana sur le Zambèze.

Sena est un marché important en raison de son port fluvial et de sa situation sur un carrefour ferroviaire, bien que le chemin de fer soit très vétuste, et qu'aucun réaménagement n'est prévu pour le moment. En 2008, une usine de construction de traverse en béton y est établie. La voie ferrée dispose d'une voie d'évitement pour les trains de passage, mais pas de jonction. La ligne est opérationnelle et sert principalement au transport de charbon vers le port de Beira depuis Moatize dans la province de Tete. Un train de passagers et de marchandises exploité par la CFM circule trois à quatre fois par semaine depuis Beira.
Elle est également un centre de production de canne à sucre (Sena Sugar Estates Ltd).

## Histoire
Base commerciale arabe depuis le XIe siècle, la ville fait partie de l'empire Monomotapa. Elle est conquise par les Portugais au XVIe siècle, qui la développent, et y construisent une forteresse au XVIIIe siècle. Sena est alors le chef-lieu de la capitainerie des Rivières-de-Sena (Rios de Sena) jusqu'en 1767, date à laquelle elle est supplantée par Tete.